# بی‌ای‌پی آباتو (اس‌اس-۴۲)

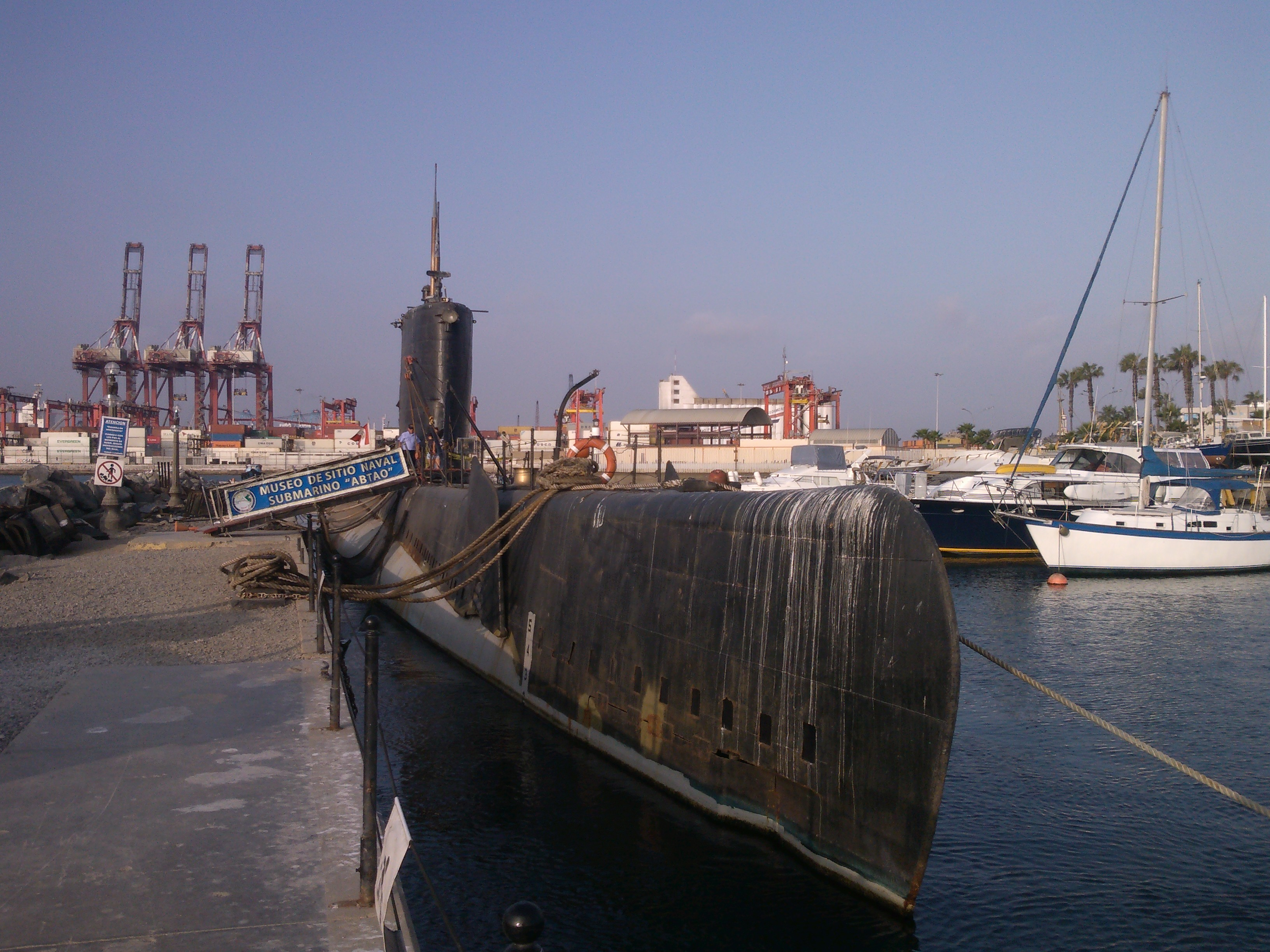
Museo Submarino Abtao

بی‌ای‌پی آباتو (اس‌اس-۴۲) (به انگلیسی: BAP Abtao (SS-42)) یک کشتی است که طول آن ۲۴۳ فوت (۷۴ متر) می‌باشد. این کشتی در سال ۱۹۵۴ ساخته گشت.